# TTY-Schnittstelle
Die TTY-Schnittstelle ist eine ältere und technisch relativ einfache serielle Schnittstelle. Sie arbeitet asynchron und verwendet zur Datenübertragung eine Stromschleife mit typischerweise 20 mA Linienstrom. Daher wird sie auch als 20-mA-Stromschleifen-Schnittstelle bzw. als englisch 20-mA current loop interface bezeichnet.
Entwickelt wurde sie in den 1960er Jahren zur Ansteuerung elektromechanischer Fernschreiber über größere Entfernungen. Die Bezeichnung TTY ist eine Abkürzung der englischen Bezeichnung „Teletypewriter“ oder „Teletype“ für Fernschreiber, abgeleitet von der Bezeichnung der Firma Teletype Corporation, Inc., einem amerikanischen Unternehmen, das über Jahrzehnte führender Entwickler und marktbeherrschender Hersteller im Segment der Fernschreiber war. Die TTY-Schnittstelle wurde in Folge von der Nachrichtentechnik auf den Computerbereich als Schnittstelle zu preiswerten Peripheriegeräten zur Datenein- oder Datenausgabe übertragen. Besonders erfolgreich verbreitete sich die Schnittstelle auch überall dort, wo eine galvanische Trennung der gekoppelten Geräte erforderlich ist. Bei langlebigen Geräten der Mess-, Steuerungs- und Regelungstechnik wird sie teilweise noch heute verwendet, meist zur Anbindung von Protokolldruckern.
Die Schnittstelle ist nicht genormt, wird aber weitgehend einheitlich als Industriestandard gehandhabt.

## Geschichte
Entwickelt und eingeführt wurde sie mit den ab 1963 von Teletype Corporation produzierten Fernschreibermodellen Teletype 33 und 35. Beide wichen von den bis dahin typischen Fernschreibern ab, die mit einer größeren Stromstärke von in der Regel 40 mA bei ca. 60 V Leerlaufspannung betrieben wurden und Baudot-Code zur Datenübermittlung verwendeten. Bei den beiden neuen Modellen und ihren Nachfolgern wechselte Teletype auf 20 mA und setzte statt des Baudot-Code den von ihr selbst maßgeblich mitentwickelten ASCII ein. Die Fernschreiber kamen zunächst im Teletypewriter eXchange Service (TWX) zum Einsatz, dem bereits 1931 eingeführten und technisch kontinuierlich weiterentwickelten Fernschreibernetz der Vereinigten Staaten.
Große Bekanntheit erlangten die Geräte aber vor allem durch ihre massenhafte Verwendung als Ein- und Ausgabegeräte an Computern. Fernschreiber galten als robust und zuverlässig. In vielen Unternehmen waren sie ohnehin schon vorhanden und über die Massenproduktion deutlich billiger in der Anschaffung, als speziell für den Einsatz am Computer entwickelte Eingabeterminals und Drucker. Sowohl die TTY-Schnittstelle als auch der ASCII konnten sich schnell als Standard bei Computern durchsetzen. Erst gegen Ende der 1970er Jahre wurde TTY durch RS-232 als serielle Standard-Schnittstelle abgelöst, die ebenfalls in den 1960er Jahren, jedoch von vornherein für den Computereinsatz entwickelt worden war.

## Technik
Eine Definition der TTY-Schnittstelle findet sich in der CCITT-Empfehlung V.31. In Teil 1 des Entwurfs zu einer DIN 66258, der erstmals 1981 erschien und bis 1986 nochmal überarbeitet wurde, war eine „20 mA-Schnittstelle“ näher beschrieben. Zur Verabschiedung des Entwurfs als verbindliche Norm kam es dann aber nicht mehr. Elektrisch wurde die TTY- oder 20-mA-Stromschnittstelle weltweit mehr oder weniger einheitlich gehandhabt. Bei Geräten verschiedener Hersteller kam es allerdings häufiger vor, dass die Kontaktstifte unterschiedlich belegt waren.
Für die Schnittstelle sind lediglich zwei Leitungen erforderlich. Im Ruhezustand fließt ein konstanter Strom von 20 mA, der als logische „1“ interpretiert wird, jede Unterbrechung des Stromflusses steht für eine logische „0“. Nur eines der beiden verbundenen Geräte darf Strom in die Datenleitung einspeisen, also „aktiv“ sein, die Gegenstelle ist zwingend „passiv“. Im Computerbereich waren schon bald vier Leitungen üblich, zwei Leitungen Sendestromsschleife und zwei als Empfangsstromschleife, für gleichzeitiges Senden und Empfangen (Duplexbetrieb). Von Teletype war eine maximale Übertragungsrate von 110 Baud vorgesehen. Für modernere Auslegungen der Schnittstelle wird teilweise 4800 Baud als technisch sinnvolles Maximum der Übertragungsgeschwindigkeit betrachtet. Nach anderen Quellen sind auch 9600 Baud bei einer maximalen Entfernung von bis zu 1000 m zwischen den verbundenen Geräten möglich.

## Weitere Einsatzgebiete
Die Schnittstelle wurde auf zahlreiche weitere Einsatzgebiete übertragen, dabei aber mehr oder weniger deutlich abgewandelt.
Weil eine Datenübertragung über Stromschleife im Vergleich zu spannungsgeführten Signalen wie bei RS-232 deutlich weniger störungsanfällig ist, wurden TTY-Schnittstellen auch im industriellen Bereich eingesetzt. In der Regel verwendete man aber ein anderes Datenformat (statt 7 Datenbits, 1 Paritätsbit und 2 Stoppbits meist 8 Datenbits und 1 Stoppbit) und höhere Datenübertragungsraten als von Teletype Corporation maximal vorgesehen war. Auch die Siemens-Speicherprogrammierbare Steuerungen (SPS) der Simatic-Baureihe „S5“ waren mit TTY als Programmierschnittstelle ausgestattet. Zur Anbindung der Geräte an Computer mit RS-232-Schnittstelle war die sogenannte „Köster-Box“ als gängiges Zubehör zur Umsetzung erhältlich.
Besonders häufig war die TTY-Schnittstelle bei Messgeräten anzutreffen, weil dort regelmäßig, vor allem im medizinischen Bereich, eine Potentialtrennung bzw. galvanische Trennung der gekoppelten Systeme erforderlich ist. Bei Stromschleifenschnittstellen lässt sich die Anforderung ohne besonderen Aufwand über den Einsatz von Optokopplern als Sende- und Empfangsbausteine erfüllen. Zum Teil verfügen in diesem Bereich oft sehr langlebige Geräte bis heute noch über TTY-Anschlüsse. Meist sind einfache, aber besonders robuste Protokolldrucker darüber angeschlossen.